# Vrhovci
Vrhóvci so naselje v Občini Črnomelj (Slovenija).
Okoli vasi, ob makadamski cesti Preloka - Adlešiči, leži večje število (preko 100) obdelanih vrtač z majhnimi okroglimi polji na njihovem dnu, gosto posejanih na ravniku nad Kolpo.
Območje se razteza dober kilometer v dolžino in približno pol kilometra v širino ter skupaj obsega skoraj 55 hektarjev velik kompleks z izrazito razdrobljeno lastniško strukturo. Kljub zelo težkim pogojem obdelave so vrtače tudi v današnjem času večinoma še vedno skrbno obdelane. Povprečni premer dna meri okoli 20 m, globoke pa so od 5 do 10 m.